# Luigi Maria Lembo
Luigi Maria Lembo (San Marco la Catola, 24 aprile 1806 – Crotone, 24 giugno 1883) è stato un vescovo cattolico italiano.

## Biografia
Luigi Maria Lembo nacque a San Marco la Catola, in provincia di Foggia e diocesi di Lucera, il 24 aprile 1806.
Entrò nell'Ordine dei Frati minori osservanti, dove professò i voti e vestì l'abito francescano all'età di 23 anni il 19 dicembre 1829.
Il 13 marzo 1860 venne nominato vescovo di Crotone da papa Pio IX, nomina poi confermata il successivo 23 marzo; ricevette l'ordinazione episcopale il successivo 22 aprile nella basilica di Santa Maria in Aracoeli dal cardinale Girolamo d'Andrea e dai co-consacranti Antonio Ligi Bussi, arcivescovo titolare di Iconio, e Pietro de Villanova Castellacci, arcivescovo titolare di Petra.
Nel 1869 fu padre conciliare del Concilio Vaticano I.
Resse la diocesi crotonese per ventitré anni, fino alla morte avvenuta il 24 giugno 1883 all'età di 77 anni. Riposa nel Duomo di Crotone.

## Genealogia episcopale
La genealogia episcopale è:
- Cardinale Scipione Rebiba
- Cardinale Giulio Antonio Santori
- Cardinale Girolamo Bernerio, O.P.
- Arcivescovo Galeazzo Sanvitale
- Cardinale Ludovico Ludovisi
- Cardinale Luigi Caetani
- Cardinale Ulderico Carpegna
- Cardinale Paluzzo Paluzzi Altieri degli Albertoni
- Papa Benedetto XIII
- Papa Benedetto XIV
- Papa Clemente XIII
- Cardinale Marcantonio Colonna
- Cardinale Giacinto Sigismondo Gerdil, B.
- Cardinale Giulio Maria della Somaglia
- Cardinale Luigi Lambruschini, B.
- Cardinale Girolamo d'Andrea
- Vescovo Luigi Maria Lembo, O.F.M.